# Jeff Abbott
Jeff Abbott (1963) es un novelista estadounidense. Estudió en la Universidad de Rice, licenciándose en Historia y Literatura Inglesa.
Primero se dedicó a escribir novelas policíacas tradicionales, para más tarde volcarse al thriller de ficción. Sus obras se publican con gran éxito en Estados Unidos, Reino Unido, Australia, Irlanda y Francia. Ha ganado varios premios, entre ellos el Agatha Award y el Macavity Award for Best First Novel.
Actualmente vive en Austin, Texas.

## Novelas
- Pánico, (Panic, 2005)

- Datos: Q537057
- Multimedia: Jeff Abbott / Q537057